# DSM-5
DSM-5 (Diagnostic and Statistical Manual of Mental Disorders) – kolejna edycja klasyfikacji zaburzeń psychicznych Amerykańskiego Towarzystwa Psychiatrycznego, która została opublikowana 18 maja 2013 roku.

## Zmiany względem DSM-IV

### Ogólne
- zrezygnowano z diagnostyki wieloosiowej;
- dodano wyróżnik objawów katatonicznych, mogący uzupełniać rozpoznanie zaburzeń afektywnych, psychotycznych i innych;

### Zaburzenia neurorozwojowe
- nazwę opóźnienia umysłowego (ang. mental retardation) zastąpiono terminem niepełnosprawności intelektualnej[2];
- wprowadzono zaburzenie ze spektrum autyzmu, które zastąpiło wcześniejsze rozpoznania autyzmu klasycznego, zespołu Aspergera, zespołu Hellera i całościowego zaburzenia rozwoju niezdiagnozowane inaczej[3];
- zespół nadpobudliwości psychoruchowej z deficytem uwagi (ADHD) nie określa już autyzmu jako diagnozy wykluczającej. Wymagany wiek wystąpienia objawów został zmieniony z 7 lat na 12 lat, a progi objawów zostały obniżone w przypadku diagnozowania ADHD u nastolatków lub dorosłych[4].
- nowa podkategoria, zaburzenia motoryczne, obejmuje rozwojowe zaburzenia koordynacji, stereotypowe zaburzenia ruchowe(inne języki) oraz zaburzenia tikowe, w tym zespół Tourette'a.

### Schizofrenia i inne zaburzenia psychotyczne
- zarzucono podział schizofrenii na podtypy;

### Zaburzenia depresyjne
- usunięto kryterium żałoby dotyczące wykluczenia rozpoznania epizodu depresyjnego;
- w klasyfikacji znalazło się przedmiesiączkowe zaburzenia dysforyczne (PMDD);

### Zaburzenia afektywne dwubiegunowe i pokrewne
- inny wyróżnik stanów mieszanych może uzupełniać diagnozę zaburzeń afektywnych nawracających;

### Zaburzenia lękowe
- rozdzielono rozpoznania agorafobii i zespołu lęku panicznego;
- zaburzenie lęku separacyjnego i mutyzm wybiórczy zostały przeniesione do grupy zaburzeń lękowych;

### Zaburzenia obsesyjno-kompulsyjne i inne z nimi związane
- utworzono nowy rozdział „Zaburzenia obsesyjno-kompulsyjne i inne z nimi związane”, w którym znalazły się nowe jednostki chorobowe: zaburzenie zbieractwa, dermatotillomania, zaburzenia obsesyjno-kompulsyjne związane z używaniem substancji i zaburzenie obsesyjno-kompulsyjne związane z chorobą somatyczną. Do tej grupy zaburzeń przeniesiono również trichotillomanię;

### Zaburzenia związane z traumą i stresem
- usunięto kryterium A2 zaburzenia stresowego pourazowego;

### Zaburzenia dysocjacyjne
- nazwa zaburzenia depersonalizacji została zmieniona na zaburzenie depersonalizacji/derealizacji;
- zmieniono kryteria dysocjacyjnego zaburzenia tożsamości;

### Zaburzenia somatoformiczne
- zmieniono kryteria zaburzeń konwersyjnych;

### Zaburzenia karmienia i odżywiania
- zaburzenie z napadami objadania się zostało uznane za odrębną jednostkę chorobową;
- zmieniono kryteria anoreksji (zrezygnowano z kryterium braku miesiączki);

### Zaburzenia snu i czuwania
- bezsenność pierwotna zmieniła nazwę na zaburzenie bezsenności;
- wyodrębniono narkolepsję z kategorii hipersomnii;
- dodano nowe zaburzenia snu związane z oddychaniem (ośrodkowy bezdech senny, hipowentylacja związana ze snem, zespół obturacyjnego bezdechu i spłyconego oddechu w czasie snu);

### Dysfunkcje seksualne
- usunięto zespół awersji seksualnej;

### Dysforia płciowa
- zamiast zaburzeń tożsamości płciowej wprowadzono termin dysforii płciowej;

### Zaburzenia związane z substancjami i uzależnieniami
- kategorie nadużywania i uzależnienia zastąpiono kategorią zaburzenia używania substancji;
- dodano kryteria dla zespołu odstawienia marihuany i kofeiny;

### Zaburzenia neuropoznawcze
- klasyfikacja w miejsce otępienia używa nowego określenia dużego zaburzenia neuropoznawczego;

### Zaburzenia osobowości
- utrzymano listę zaburzeń osobowości z DSM-IV, ale osobowość dyssocjalna znajduje się zarówno w rozdziale „Zaburzenia osobowości”, jak i w rozdziale „Zaburzenia niszczycielskie, kontroli impulsów i zachowania”.